# Hibiscus sabdariffa
Hibiscus sabdariffa L., 1753 è una pianta della famiglia delle Malvacee, probabilmente originaria dell'Africa occidentale.
Da essa si ricavano, essiccando i calici dei fiori, delle bevande note come carcadè (o tè di ibisco) e bissap.

## Descrizione

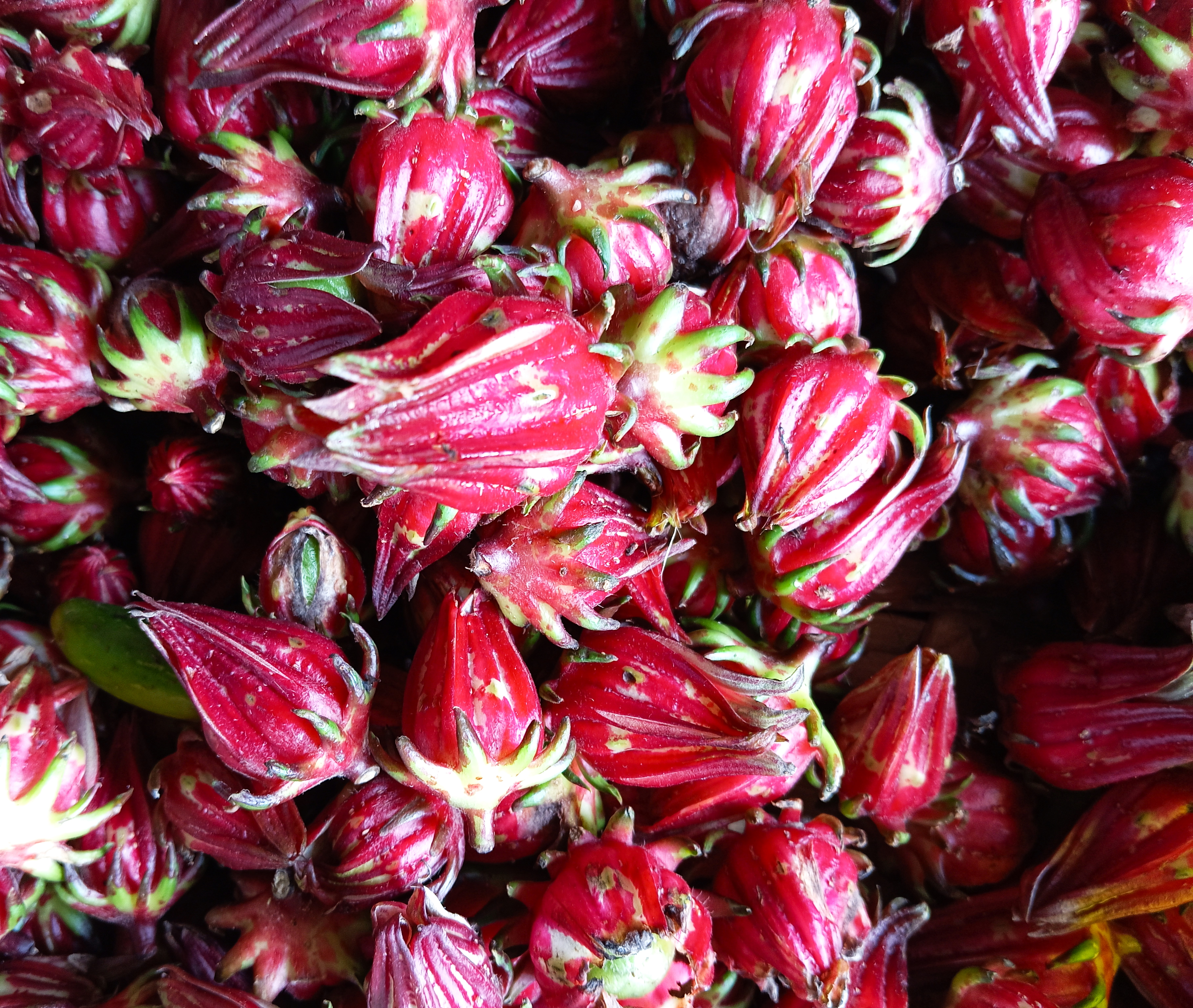
Frutti di H. sabdariffa

È un'erba annuale o perenne o un arbusto a base legnosa, che cresce fino a 2–2,5 m di altezza. Le foglie hanno dai tre ai cinque lobi, lunghe 8–15 cm, disposte alternativamente sugli steli.
I fiori hanno un diametro di 8–10 cm, e vanno dal bianco al giallo pallido con una macchia rosso scuro alla base di ogni petalo. Hanno un robusto calice carnoso alla base, largo 1–2 cm, che si allarga a 3–3,5 cm e diventa carnoso e rosso vivo mentre il frutto matura. La maturazione impiega circa sei mesi.

## Usi
In India, la pianta è principalmente coltivata per la produzione di fibre di rafia utilizzate nel cordame, ricavate dal suo gambo. La fibra può essere usata come sostituto della iuta nella fabbricazione della tela. L'ibisco, in particolare la rosella, è stato usato nella medicina popolare come lassativo diuretico lieve.
I calici rossi della pianta vengono sempre più esportati negli Stati Uniti e in Europa, in particolare in Germania, dove vengono utilizzati come coloranti alimentari. Può essere trovato nei mercati (sotto forma di fiori o sciroppo) in luoghi, come la Francia, dove sono presenti comunità di immigrati senegalesi. Le foglie verdi sono usate come una versione speziata di spinaci. Danno sapore al pesce senegalese e al piatto di riso thieboudienne. Non vengono conservati registri adeguati, ma il governo senegalese stima la produzione e il consumo nazionali a 700 tonnellate l'anno. In Birmania le loro foglie verdi sono l'ingrediente principale nel curry di chin baung kyaw.
In Brasile si attribuiscono proprietà gastriche, emollienti e risolutive alle radici amare.

### Verdura
Nel Maharashtra, l'Hibiscus sabdariffa è chiamato ambadi. Le foglie di ambadi sono mescolate con peperoncini verdi, sale e aglio per preparare un chutney che viene servito con jowar (sorgo) o bajra (miglio) a base di bhakri (un pane piatto). Questo viene mangiato dagli agricoltori come colazione per iniziare la giornata. Un piatto secco o sukhi sabzi è preparato con foglie di ambadi.
Nella cucina di Andhra, è chiamato gongura ed è ampiamente utilizzato. Le foglie sono cotte a vapore con lenticchie e cotte con dal. Un altro piatto unico viene preparato mescolando le foglie fritte con le spezie e trasformato in un gongura pacchadi.
Nella cucina birmana, l'Hibiscus sabdariffa, chiamato chin baung ywet (lett. "foglia acida"), è uno degli ortaggi più usati e popolari ed è considerato conveniente. Le foglie sono fritte con aglio, gamberi secchi o freschi e peperoncino verde o cotte con pesce, oppure come zuppa leggera a base di foglie di roselle e brodo di gamberi essiccati.
Tra la tribù Paites del Manipur, Hibiscus sabdariffa e Hibiscus cannabinus (lì noti come anthuk) vengono cucinati insieme a pollo, pesce, granchio o maiale o qualsiasi carne e cucinati come zuppa. Nelle colline del Garo di Meghalaya, è noto come galda e viene consumato bollito con carne di maiale, pollo o pesce. Dopo il monsone, le foglie vengono essiccate e frantumate in polvere, quindi conservate per la cottura durante l'inverno in uno stufato di polvere di riso, noto come galda gisi pura. Nelle colline Khasi di Meghalaya, la pianta è conosciuta localmente come jajew e le foglie sono utilizzate nella cucina locale, cucinate con pesce sia essiccato che fresco. I Bodos e le altre comunità indigene assamesi dell'India nord-orientale cucinano le sue foglie con pesce, gamberi o carne di maiale e la fanno bollire come verdure che è molto apprezzata. A volte aggiungono liscivia nativa chiamata karwi o khar per ridurre la sua acidità e aggiungere sapore.
In Vietnam, le giovani foglie, steli e frutti sono usati per cucinare zuppe con pesce o anguilla.
In Mali, le foglie essiccate e macinate, dette anche djissima, sono comunemente utilizzate nella cucina Songhaï, nelle regioni di Timbuktu, Gao e dintorni. È l'ingrediente principale in almeno due piatti, uno chiamato djissima-gounday, in cui il riso viene lentamente cotto in un brodo contenente le foglie e l'agnello, e l'altro piatto si chiama djissima-mafé, dove le foglie vengono cotte in salsa di pomodoro, compreso anche l'agnello.
In Namibia, si chiama mutete ed è consumato da persone della regione di Kavango nella Namibia nord-orientale.
Nelle nazioni centroafricane di Congo-Kinshasa, Congo-Brazzaville e Gabon le foglie vengono chiamate oseille e vengono utilizzate purea o in salsa, spesso con pesce e/o melanzane.

### Bevanda

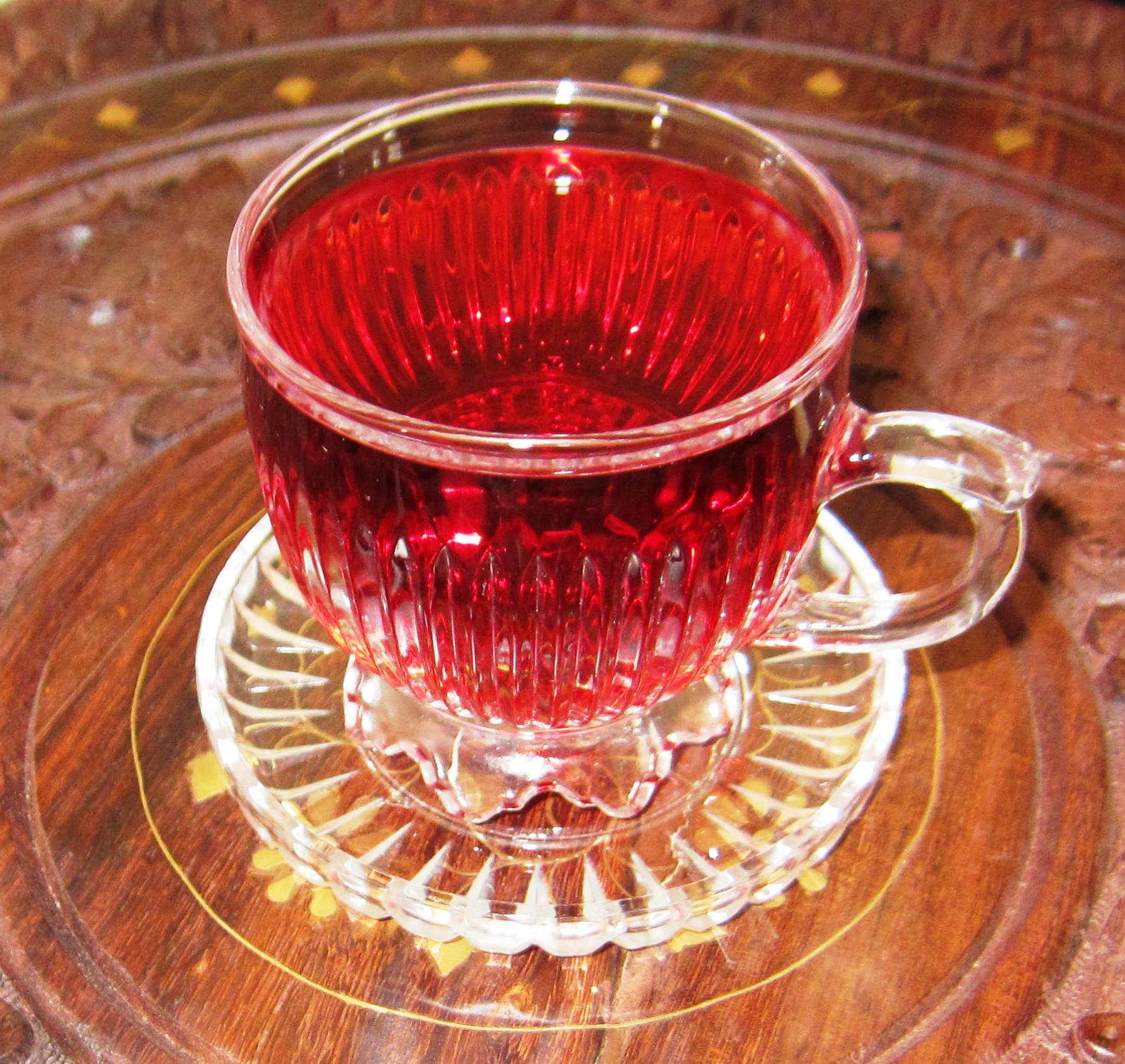
Karkadè

Nei Caraibi, viene preparata una bevanda bollendo sepali freschi, congelati o secchi; e talvolta i calici e i semi del frutto in acqua per 8-10 minuti (o fino a quando l'acqua diventa rossa), quindi aggiungendo zucchero. Viene spesso servito freddo. Questo viene fatto a Saint Vincent e Grenadine, Trinidad e Tobago, Guyana, Antigua, Barbados, Belize, Saint Lucia, Dominica, Grenada, Giamaica e Saint Kitts e Nevis dove la pianta o il frutto si chiama sorrel. La bevanda è una delle tante economiche (aguas frescas) comunemente consumate in Messico e in America Centrale; sono in genere a base di frutta fresca, succhi o estratti. Nei ristoranti messicani negli Stati Uniti, la bevanda è talvolta conosciuta semplicemente come Giamaica. È molto popolare a Trinidad e Tobago soprattutto come bevanda stagionale a Natale, dove cannella, chiodi di garofano e foglie di alloro sono prevalenti rispetto allo zenzero. È anche assai noto in Giamaica, di solito aromatizzato al rum.
In Ghana, Mali, Senegal, Gambia, Burkina Faso, Costa d'Avorio e Benin vengono utilizzati per preparare bevande fredde e dolci popolari negli eventi sociali, spesso mescolate con foglie di menta, caramelle di mentolo disciolte e/o aromi di frutta.
Il carcadè mediorientale e sudanese (كركديه) è una bevanda fredda prodotta tenendo immersi in acqua per una notte i calici essiccati in frigorifero con zucchero e succo di limone o lime. Viene quindi consumato dopo che i fiori sono stati filtrati. In Libano vengono talvolta aggiunti pinoli tostati.
Il carcadè viene utilizzato in Nigeria per fare una bevanda rinfrescante nota come Zobo e vengono aggiunti succhi di frutta naturali di ananas e anguria. Lo zenzero viene talvolta aggiunto alla bevanda rinfrescante.
Con l'avvento negli Stati Uniti di interesse per la cucina a sud del confine, i calici vengono venduti in sacchetti di solito etichettati "flor de Jamaica" e sono stati a lungo disponibili nei negozi di alimenti naturali negli Stati Uniti per fare il tè. Oltre ad essere una popolare bevanda fatta in casa, Jarritos, una famosa marca di bibite messicane, produce una bevanda gassata al gusto Flor de Jamaica. I Jarritos importati possono essere facilmente reperiti negli Stati Uniti.
Negli Stati Uniti, una bevanda nota come hibiscus cooler è prodotta dal tè, un dolcificante e talvolta succo di mela, uva o limone. La bevanda è venduta da alcune aziende produttrici di succo.
Nel Regno Unito, i calici essiccati e lo sciroppo di carcadè pronto sono ampiamente ed economici disponibili nei negozi di alimentari caraibici e asiatici. I calici freschi vengono importati principalmente a dicembre e gennaio per preparare infusi, che spesso vengono trasformati in cocktail con rum. Sono molto deperibili e devono essere consumati subito dopo l'acquisto, a differenza del prodotto essiccato, che ha una lunga durata.
In Africa, in particolare il Sahel, questa pianta è comunemente usata per preparare una tisana zuccherata che viene venduta per strada. I fiori secchi possono essere trovati in ogni mercato. Il tè di ibisco è abbastanza comune in Italia, dove si è diffuso durante i primi decenni del XX secolo come prodotto tipico delle colonie italiane. Il Carib Brewery, un birrificio di Trinidad e Tobago, produce uno "Shandy Sorrel" in cui il tè è combinato con la birra.
In Thailandia, la rosella viene generalmente bevuta come una bevanda fresca, e può essere trasformata in un vino.
I fiori di ibisco si trovano comunemente nelle tisane commerciali, in particolare i tè pubblicizzati come aromatizzati ai frutti di bosco, in quanto conferiscono alla bevanda una colorazione rosso vivo.
I fiori di ibisco selvatici sciroppati sono venduti in Australia come prodotti gourmet. Vengono spesso riempiti con formaggio di capra, servendoli su fette di baguette al forno con brie, e mettendone uno con un po' di sciroppo in un flute di champagne prima di aggiungere lo champagne, in quanto le bolle provocano l'apertura del fiore.
Nel Dodoma Tanzania viene prodotto il succo di Hibiscus sabdariffa per farne vino, noto con il nome di choya.

### Marmellata e conserva
In Nigeria, la marmellata di carcadè è stata prodotta fin dai tempi coloniali ed è ancora venduta regolarmente nelle sagre e nelle bancarelle di beneficenza. È simile nel sapore alla marmellata di prugne, anche se più acida. Si differenzia da altre marmellate in quanto la pectina è ottenuta bollendo i boccioli interni dei fiori di Hibiscus sabdariffa.
In Birmania, i germogli della pianta vengono trasformati in "frutti conservati" o marmellate. I semi possono essere o meno rimossi. Le marmellate, fatte con Hibiscus sabdariffa e zucchero, sono rosse e sapide.
In India, il carcadè è comunemente trasformato in un tipo di sottaceto.
La marmellata di rosella viene prodotta nel Queensland, in Australia, come un prodotto fatto in casa venduto in occasione di feste e sagre.

## Fitochimica
Le foglie di Hibiscus sabdariffa sono una buona fonte di composti polifenolici. I principali composti identificati includono acido neoclorogenico, acido clorogenico, acido criptoclorogenico, acido caffeoilshikimico e flavonoidi come quercetina, kaempferolo e loro derivati. I fiori sono ricchi di antociani e acido protocatecuico. I calici essiccati contengono i flavonoidi gossipetina, ibiscetina e sabdaretina. Il pigmento principale, precedentemente indicato come ibiscina, è stato identificato come dafnifillina. Sono presenti piccole quantità di mirtillina (delfinidina 3-monoglucoside), crisanteina (cianidina 3-monoglucoside) e delfinidina. I semi di questa pianta sono una buona fonte di antiossidanti liposolubili, in particolare gamma-tocoferolo.